# Aides epitus
Aides epitus is een vlinder uit de familie van de dikkopjes (Hesperiidae). De wetenschappelijke naam van de soort is voor het eerst geldig gepubliceerd in 1781 door Caspar Stoll. Deze naam wordt wel beschouwd als een synoniem van Aides duma subsp. argyrina Cowan, 1970.